# بخش قمصر
بخش قمصر یکی از بخش‌های تابع شهرستان کاشان در استان اصفهان ایران است.

## تقسیمات کشوری
- بخش قمصر
  - دهستان جوشقان قالی
  - دهستان قهرود

شهرها: قمصر، جوشقان قالی، کامو و چوگان

## جمعیت
براساس سرشماری عمومی نفوس و مسکن در سال ۱۳۹۵، جمعیت بخش قمصر برابر با ۱۳٬۲۴۷ نفر بوده است.